# Pechero
Pechero est un terme qui désignait une condition sociale et un impôt dans l’ancien régime de Castille, depuis le Moyen Âge jusqu’à la fin de l’époque moderne. Cette condition n’était pas déterminée par la richesse, mais exclusivement par l’obligation de s’acquitter d’un impôt personnel appelé « service ordinaire et extraordinaire », qui rappelle la taille française. D’autres impôts tels que les Alcabalas, qui étaient associé à des produits, étaient plus universels.

## Définition
Les pecheros étaient avant tout des personnes devant s'acquitter d'un impôt. Il n’y a pas de définition synthétique mais une accumulation de cas particuliers personnels d'exonération de cet impôt : les privilégiés par leur état (noblesse, par ailleurs assujettie aux lanzas, et clergé), par des lois spécifiques à certaines régions, par grâce royale, etc.
Comme il revenait à l'assemblée des Cortès d'approuver ces impôts, les privilégiés cessèrent d’être impliqués dans ces dernières, ce qui explique en grande partie la condition de cette institution et ses relations avec la monarchie espagnole ; à la différence, par exemple, d’autres cas comme les parlements anglais ou les États Généraux français, différents l'un de l'autre.
L’ordonnance d’Alcala prévoyait l’inscription des pecheros sur les tableaux des monnaies et mesures afin d’éliminer de nombreuses façons de ne pas payer l’impôt.
Pechar se comprend comme payer les impôts et il existe certains impôts nommés « pechos » ou « pechas » en Navarre et Aragon. On peut le considérer les pecheros dans son usage habituel comme un synonyme de « tiers état » ou de «  bien commun » mais beaucoup plus improprement comme les « contribuables » des états modernes.